# Musculus auricularis superior

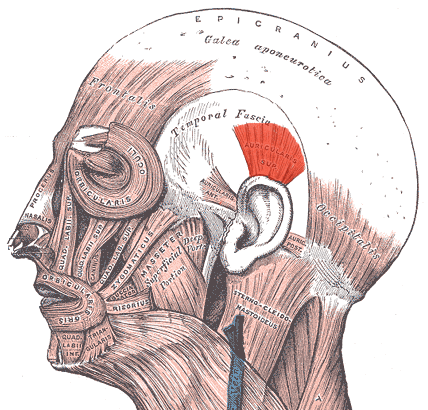
A fej izmai (a nyíl mutatja az apró izmot)

A musculus auricularis superior egyike a három "fülizomnak" és egyben a legnagyobb közülük.

## Eredés, tapadás, elhelyezkedés
A fül fölött található. A fejtető sisakról (galea aponeurotica) ered és a fül fölött tapad.

## Funkció
A fülkagyló apró mozgatása felfelé.

## Beidegzés, vérellátás
A nervus facialis ramus temporalis nervi facialis nevű ága idegzi be. A fülizmokat az arteria occipitalis ramus auricularis arteriae occipitalis nevű ága, az arteria auricularis posterior és ennek egy apró ága az ramus auricularis arteriae auricularis posterioris valamint az arteria temporalis superficialis rami auriculares anteriores arteriae temporalis superficialis nevű ága látja el vérrel.